# 蓝波儿
蓝波儿（英語：Lambert Houston；1991年7月19日—），美国演员。他出生于奥地利维也纳，参演作品包括《西虹市首富》、《舌尖上的心跳》、《烽火芳菲》、《复活因子》、《大话仙宫》等。

## 早年生活
蓝波儿出生于奥地利维也纳，父母分别是艾拉·休斯顿 (Ira Houston) 和安德鲁·休斯顿 (Andrew Houston)，幼年时在中国成长。他从7岁时开始学习芭蕾舞，并曾就读于美国芭蕾舞学校。他曾数次登上大都會歌劇院，参演《天鹅湖》、《堂吉诃德》、《胡桃夹子》、《麦克白》以及在百老汇表演舞台剧《罗密欧与朱丽叶》等。

## 演艺经历
2015年，参演电影《开罗宣言》，片中饰演丘吉尔的秘书。
2016年，主演电影《小王子的奇幻之旅》。
2017年，主演古装喜剧电影《大话仙宫》，片中饰演西门明哲。同年主演电影《废柴少年之次元危机》，片中饰演男一张潇天。
2018年，参演电影《西虹市首富》，饰演厂州恒太队的门将。同年参演电影《细思极恐》，片中饰演张灵官。
2022年，参演的美食题材都市剧《舌尖上的心跳》。

## 影视作品

### 电影
| 年份   | 名称               | 角色         |
| 2014   | 前任攻略           | 大学同学     |
| 2015年 | 开罗宣言           | 丘吉尔秘书   |
| 2017年 | 废柴少年之次元危机 | 张潇天       |
| 2017年 | 大话仙宫           | 西门明哲     |
| 2018年 | 大轰炸             | 西堀秀哲     |
| 2018年 | 西虹市首富         | 恒太队的门将 |
| 2018年 | 细思极恐           | 张灵官       |
| 2020年 | 爱情也包邮         | 快递小哥     |
| 2024年 | 复活因子           | Jack Lambert |
| 2025年 | 开放性伤口         | Todd Bracken |

### 电视剧
| 年份   | 名称         | 角色       |
| 2018年 | 和平饭店     | 西餐厅经理 |
| 2020年 | 我喜欢你     | 卢骏艺     |
| 2022年 | 舌尖上的心跳 | 布鲁       |